# Universidad Tecnológica de Santiago
La Universidad Tecnológica de Santiago (UTESA) es la universidad privada más grande de la República Dominicana con más de 50,000 estudiantes y más de 150,000 egresados; fundada en 1974 con énfasis en las áreas de salud y de ingenierías. Su campus principal está ubicado en la ciudad de Santiago de los Caballeros y tiene otros campus en Santo Domingo, Puerto Plata, Moca, Dajabón, Mao y Gaspar Hernández.

## Desarrollo
Considerada como una de las universidades de mayor rango de República Dominicana, es una de las pocas en ser reconocida por el Ministerio de Educación Superior, Ciencia y Tecnología como una universidad autónoma por su constante investigación y actualización.
La Universidad Tecnológica de Santiago está acreditada por la QMS Global, siendo esta la primera universidad que recibe la última versión del stándar de certificaciones. UTESA también es acreditada por otras agencias de acreditación educativa.

## Historia
La Universidad Tecnológica de Santiago (UTESA), Sistema Corporativo, surge como resultado de la interpretación de un grupo de profesionales que visualizaron la necesidad de un nuevo orden educativo en un momento en el que el país requería de un personal calificado en las áreas técnicas y profesionales. Como respuesta a estas necesidades, amparada por la Junta Fundadora y en sus Reglamentos Académicos, el 12 de noviembre de 1974 inicia sus labores formales esta Institución Educativa, adquiriendo su personería jurídica el 19 de abril de 1976, mediante decreto del Poder Ejecutivo n.º 1944.
UTESA fue la primera universidad privada de la República Dominicana en ofrecer un horario nocturno.
El 17 de junio de 1978, mediante el Decreto 3432 del Poder Ejecutivo, recibe la autorización para expedir títulos académicos con la misma fuerza y validez que los de otras Instituciones oficiales o autónomas de igual categoría.
En el año 1979, respondiendo a las nuevas demandas, se amplía su oferta curricular; para el desarrollo de la Carrera de Ciencias de la Salud, con el asesoramiento de las universidades norteamericanas de Ohio, Carolina del Sur y Grenada.
Para el logro de los propósitos definidos en los programas académicos, la Universidad se integra a los organismos nacionales e internacionales que agrupan a las instituciones de enseñanza superior en la Región y en el plano mundial entre los que se destacan Asociación Dominicana de Universidades (ADOU), Universidades del Caribe (UNICA), La Unión de Universidades de América Latina (UDUAL), la Asociación Panamericana de Universidades, El Consejo Universitario Interamericano para el Desarrollo Económico y Social (CUIDES), La Asociación Universitaria Iberoamericana de Postgrado (AUIP), La Asociación Internacional de Presidentes de Universidades (IAUP), entre otras. La Participación de directivos, profesores y estudiantes, así como los intercambios le han permitido a la Universidad su reconocimiento y la validez de sus programas a nivel internacional.
En 1983, la Universidad establece su primer Recinto en la ciudad de Santo Domingo de Guzmán, el cual cuenta hoy en día con los Campus Central de Herrera, Máximo Gómez, San Carlos y Zona Oriental. Con esta decisión, se fortalece su política extensionista, que unida a la experiencia y calidad de los programas de estudio, favorece que las personalidades representativas de los sectores públicos y privados de otras localidades de la región del Cibao, demanden en 1986 la instalación de los Recintos Mao, Moca y Puerto Plata.
A partir de 1992, UTESA amplía su oferta curricular dando inicio a la Escuela de Tecnología e Ingeniería que funciona en la Sede de Santiago de los Caballeros y los Recintos de Santo Domingo de Guzmán y Puerto Plata.
En 1996, se firma el convenio con University of Houston-Clear Lake con el cual se da inicio al programa académico internacional 2+2.
En 1997, se formaliza el convenio con el Instituto Tecnológico de Estudios Superiores de Monterrey, México, con el propósito de dar inicio al funcionamiento de la Universidad Virtual y ofrecer a través de la tecnología de punta programas académico de grado, maestrías y doctorados.

## Intercambio Académico
El aspecto curricular se fortalece con la firma de convenios de colaboración conjunta para intercambios docentes, de estudiantes, de cultura, de ciencia y tecnología, tanto a nivel de grado como de postgrado, cuenta con las siguientes instituciones:
- Universidad de Puerto Rico.
- Universidad de Osaka, Japón.
- Universidad de Kansai Gadai, Japón.
- Universidad de Cantabria en Santander, España.
- Universidad de South Baylor, California.
- Universidad de Granada, España.
- Universidad de Sevilla, España.
- Universidad de Las Mujeres, Corea del Sur.
- Universidad Internacional de la Florida, USA.
- Universidad de Salamanca, España.

## Facultades
- Arquitectura e Ingeniería
- Ciencias de la Salud
- Ciencias Económicas y Sociales
- Ciencias y Humanidades
- Escuela de Graduados

## Filosofía
La Universidad Tecnológica de Santiago, fue fundada para fomentar los principios democráticos, promover la cultura nacional y universal, aportar alternativas y soluciones a los problemas nacionales, prestar servicio oportunos a la comunicación en el ámbito local e internacional. Por su carácter de universidad abierta humanista, ofrece amplias oportunidades en todos los niveles y modalidades de la educación superior a las personas con aspiraciones de superación personal y profesional, acorde con las exigencias del mercado laboral y el nivel de desarrollo de las fuerzas productivas del país, con los más altos estándares de calidad.

## Programas Académicos
Los programas de estudio de los diferentes niveles, se ajustan a la naturaleza que conforma cada una de las áreas, y al número de créditos establecido. Un crédito es la unidad académica que equivale a una hora de clase teórica semanal o a dos horas prácticas.
La vigencia de cada programa es de cinco años, lapso que permite desarrollar y evaluar el impacto de los mismos de acuerdo con las exigencias del mercado.
La reestructuración y actualización de los programas es la resultante de un trabajo coordinado entre Director de Carrera, profesores del área, Comité Consultivo y planificación, junto a la Vicerrectoría Académica. Los estudiantes, al inscribirse, quedan incorporados al pensum vigente de la carrera, el cual debe ser aprobado por los Consejos Directivo y Académico.

## Universidad-Empresa
La Unidad Universidad-Empresa es un organismo dependiente de la universidad en el cual operan varios centros para llevar a cabo investigaciones y contribuir con el desarrollo de la República Dominicana. Algunos de estos centros son:
- Caribbean Industrial Park
- Agropecuaria de Investigación y Desarrollo Universitario (AIDU-UTESA)
- Granja Avícola de Investigación y Desarrollo (GAIDU-UTESA)
- Centro de Servicios Especializados (CEDESE)
- Colegio Utesiano de Estudios Integrados (CUEI-UTESA)
- Editora La Información
- Centro Médico de Especialidades Puerto Plata Utesa
- Laboratorios Clínicos Utesa
- Centro Médico Cibao